# 東田直樹
東田 直樹（ひがしだ なおき、1992年8月12日 - ）は、日本の作家・詩人・絵本作家。千葉県君津市在住。

## 来歴
3歳の時に自分が何処か人と違うと思うようになる。先後関係として、自閉症の診断を受ける前に、君津市の運営母体エスコアールの発達障害者支援施設「はぐくみ塾」に初来塾する。その後、重度の自閉症と診断を受ける。
2016年10月27日に開催される第57回日本児童青年精神医学会総会（青木省三会長）で＜当事者との対話＞「東田直樹氏＋山登敬之先生」の企画が発表されたが、現在でもFCを使っているかどうかが争点となり、1ヶ月半におよぶ紆余曲折を経て開催が決定したが、東田直樹側から登壇を辞退するという連絡が伝えられた。
グリム童話賞中学生以下の部大賞などを受賞。NHK『福祉ネットワーク』をはじめ、多数のテレビ番組で注目される。
現在では自分の障害をテーマに全国各地で講演活動も行っている。13歳のときに書いた著作『自閉症の僕が跳びはねる理由』（2007年出版）が、2013年夏、英国のベストセラー作家デイヴィッド・ミッチェルとケイコ・ヨシダよって英訳され『The Reason I Jump』として発売された。その後、22カ国で翻訳された。
2021年10月、フォーブス30アンダー30（日本版）の一人に選ばれた。

### 略歴
- 1992年8月12日：誕生。
- 1997年2月：幼稚園入園。
- 1997年5月（4歳10カ月）より数か月以前、君津市「はぐくみ塾」初来塾。
- 1998年3月：児童相談所て「自閉傾向」と診断を受ける。
- 1999年4月：小学校入学。
- 2004年4月：千葉県立君津養護学校小学部6年編入。
- 2005年4月：千葉県立君津養護学校中学部入学。
- 2008年4月：アットマーク国際高等学校（通信制）入学。
- 2011年3月：アットマーク国際高等学校（通信制）卒業[10]。

## 人物
- 自閉症の症状のある1つの側面（所与の先天性の障害ではない「個性」であると感じているという旨を本人が伝えている）を活かして[注釈 1]、詩や物語を書くようになり、さらに自分の障害についても書きつづる。
- 障害のため、言葉を発して会話を行うことが困難である。短時間ならインタビューを受けることもできるし（この際文字盤が関連している）[12]、講演などで長い論説も語ることができる[13]。そのため、基本的に母親が自作した[14]文字盤のポインティングや筆談を用いてコミュニケーションを行っている。例外として（ファジィ集合）、キーボードを使って執筆している[15]。
- 現在の彼の症状は、「奇跡の詩人」で問題となったファシリテーテッド・コミュニケーション（Facilitated communication、略称:FC）という療育を4歳の頃から受けていたことと何らかの関連があるか独立であるかのどちらかである[16]。なお、療育を受けるのが先で自閉症の診断を受けるのが後である。

- 肉親は父と母の他に、姉が一人いる。小学5年生までは授業中も母に付き添われて、普通学級に在籍していた。
- 中学3年生の時に定時制高校を受験するも、不合格となる。
- 好きなテレビ番組として、子供向け番組『おかあさんといっしょ』（NHK教育）やテレビアニメ『それいけ!アンパンマン』（日本テレビ）を観ている。
- 下戸である。

## 著書
- 『自閉というぼくの世界』（エスコアール出版部刊、2004年9月1日）
- 『この地球にすんでいる僕の仲間たちへ』（エスコアール出版部刊、2005年9月25日）
- 『自閉症の僕が跳びはねる理由』（エスコアール出版部刊、2007年2月28日）のち角川文庫
- 『自閉症の僕たちが残してきた言葉たち』（エスコアール出版部刊、2008年3月31日）
- 『ヘンテコリン』（エスコアール出版部刊、2008年11月20日）
- 『続・自閉症の僕が跳びはねる理由』（エスコアール出版部刊、2010年10月10日）のち角川文庫
- 『あるがままに自閉症です 東田直樹の見つめる世界』（エスコアール出版部刊、2013年12月21日）
- 童話『勇気はおいしいはず』(小学館、2005年10月10日)
- 詩集『みんなの知らない海の音』（朝日新聞社、2005年10月30日)
- 童話『きらんきらん・赤い実』（小学館、2006年4月1日）
- 絵本『きかんしゃ カンスケ』（交通新聞社、2006年9月1日）
- 絵本『カンスケとあかいはっぱ』（交通新聞社、2006年12月1日）
- 絵本『カンスケとカタツムリくん』（交通新聞社、2007年7月1日）
- 絵本『カンスケとゆきこちゃん』（交通新聞社、2007年12月18日）
- 絵本『カンスケのクリスマス』（交通新聞社、2008年11月7日）
- エッセイ『風になる』（ビッグイシュー日本、2012年12月5日）
- 『跳びはねる思考』（イースト・プレス、2014年9月）
- 詩集『ありがとうは僕の耳にこだまする』（KADOKAWA、2014年11月25日）

共著
- 『社会の中で居場所をつくるー自閉症の僕が生きていく風景（対話編）』山登敬之との共著（ビッグイシュー日本、2015年12月10日）
- 『東田くん、どう思う？ 自閉症者と精神科医の往復書簡』 - 山登敬之との共著（角川文庫、2019年2月23日）[17]

## 注
1. ↑  その障害と関連するいずれかの質的相違のある個性（NHKの番組にて、自閉症と関連する個性ではなく、自閉症と関連しない本人に関連する）とは、つきつめると遺伝要因か環境要因かその両方の相互作用になるとしている。なお、発達に関連する障害や療育も環境要因に含まれ、なぜならば、自閉症の折れ線型こそがまさにそういう症状だからである[11]